# ترباس (الأسلحة النارية)
الترباس هو جزء من السلاح الناري، يغلق الفتحة الخلفية لحجرة السبطانة أثناء احتراق البارود، ويتحرك الترباس للأمام والخلف لتسهيل تحميل/تفريغ الخراطيش من المخزن. غالبًا ما يكون قادح الإطلاق والمستخرج جزءًا لا يتجزأ من الترباس.
في معظم الأسلحة النارية الآلية التي تستخدم الارتداد المتأخر أو الارتداد أو الغاز ، يُوضع الترباس نفسه داخل مجموعة حامل الترباس الأكبر، والتي تحتوي على أجزاء إضافية تتلقى دفعًا خلفيًا من أنبوب غاز ( نظام اصطدام مباشر ) أو مكبس غاز (نظام قصير أو طويل الشوط). يحتوي مزلاج المسدس ذاتي التحميل على نفس المكونات ويؤدي وظائف مماثلة.